# 凯克库特
凯克库特，是匈牙利维斯普雷姆州所辖的一个村，总面积3.68平方公里，总人口89，人口密度24.2人/平方公里（2010年1月1日）。